# Bactrocera antigone
Bactrocera antigone
 es una especie de díptero que Drew y Hancock describieron por primera vez en 1981. Bactrocera antigone pertenece al género Bactrocera de la familia Tephritidae.